# Eduard Veith
Eduard Veith (30. března 1858, Nový Jičín – 18. března 1925, Vídeň) byl původem moravský malíř figurálních obrazů, podobizen, divadelních opon a jevištních výprav, působící zejména ve Vídni.

## Životopis
Eduard Veith, syn malíře pokojů Julia Veitha (1820–1887) a Susanny, rozené Schleif (1827–1883), se vyučil malířem pokojů u svého otce v Novém Jičíně. Malířství studoval na vídeňské Škole uměleckých řemesel rakouského muzea (k.k. Kunstgewerbeschule des k.k. Österreichischen Museums für Kunst und Industrie), kde byl žákem profesora Ferdinanda Laufbergera. Studium absolvoval dokončením sgrafit výstavní budovy na Světové výstavě v Paříži. Podnikl také několik studijních cest (do Itálie, Belgie a Tunisu). Od roku 1890 byl členem vídeňského Domu umělců (Künstlerhaus). Roku 1896 dostal na mezinárodní výstavě umění v Berlíně zlatou medaili. Stal se úspěšným malířem a dekoratérem a dostalo se mu uznání svého umění koncem 19. století. Patřil k osobnostem, které v této době myslely i jednaly bez národnostního podtextu.
V roce 1905 byl jmenován profesorem na Technické vysoké škole ve Vídni, kde s kratšími přestávkami trvale žil od skončení studií. Od roku 1911 byl ženatý s Berthou Griesbeck (* 1872 v Augsburgu, † 1952 ve Vídni).
Později vyučoval na Škole uměleckých řemesel rakouského muzea ve Vídni a v roce 1920 tam byl jmenován řádným profesorem.
S rodným městem udržoval stálé kontakty, účastnil se nejen výstav ve Vídni, ale pravidelně obesílal i výstavy v Novém Jičíně. Dne 13. ledna 1921 společně se svou manželkou Bertou navštívil Nový Jičín a zdejší továrnu na klobouky Johann Hückel's Söhne.

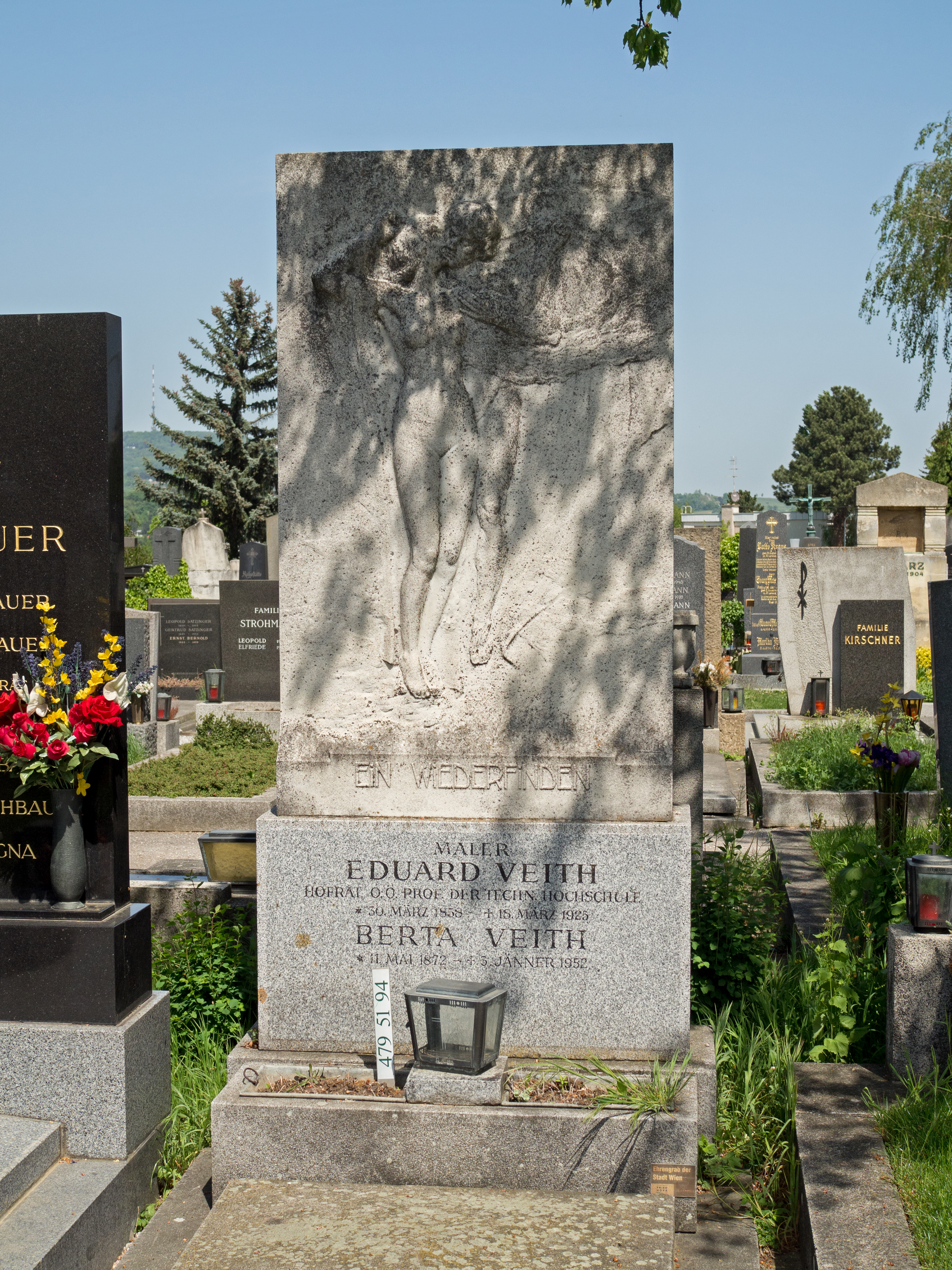
Náhrobek na hřbitově

Eduard Veith zemřel 18. března 1925 ve Vídni. Jeho čestný hrob je na hřbitově ve vídeňské čtvrti Döbling (skupina 32, řada 1, číslo 11) a vytvořil jej sochař Georg Leisek.

## Dílo
Veith se podílel na vnitřní výzdobě řady reprezentačních budov na vídeňské Ringstrasse. Specializoval se zejména na iluzivní divadelní dekorace a jevištní výpravy. Spolupracoval s proslulou vídeňskou stavební kanceláří Fellner a Helmer, která na konci 19. století vystavěla desítky divadel a operních domů v Rakousko-Uherském mocnářství od Karlových Varů až po Lvov. Je autorem malované opony (po druhé světové válce ztracené) a osmi nástropních obrazů v pražském Novém německém divadle (dnes Státní opera Praha). Podílel se také na výzdobě divadel v Ostravě, Brně, Berlíně a Vídni, pražského Rudolfina či Mariatereziánského sálu vídeňského Hofburgu. Maloval na zakázku pro tehdejší mocné a bohaté mecenáše Rothschilda, Gutmana a hraběte Seilerna. V Novém Jičíně vyzdobil vily rodiny Hücklů.
Ve vile Augusta Hückla se zachovaly tři olejomalby na plátně vsazené do dřevěného obložení na stropě. Další plátna z původní výzdoby jsou deponována v Muzeu Novojičínska, které spravuje několik desítek Veithových děl různých malířských technik i námětů. Ve vile Johanna Hückla se zachovala nástropní malba ve štukové omítce. Eduard Veith pracoval v Novém Jičíně společně se svým otcem také na malířské výzdobě tehdejší zasedací síně krajského soudu.
Množství vynikajících olejomaleb se nachází v Muzeu Novojičínska.
Jeho dílo je převážně ve stylu neorokoka, pokračuje v historicko symbolické tradici Hanse Makarta a Anselma Feuerbacha a patří k tak zvané „Ausstattungsmalerei“ (dekorativní, monumentální malířství divadla a výpravy) der Gründerzeit v Rakouské monarchii. Gründerzeit bylo období rozkvětu řemesel a industrializace po roce 1840 ve Vídni a okolí, ale i v Čechách a na Moravě. Toto období skončilo krachem na vídeňské burze roku 1873.
- Vídeň
  - Volkstheater: nástropní obrazy divadla: „Huldigung der Vindobona“, „Bekränzung des Dichters Ferdinand Raimund“ a opona divadla(1889).
  - Dianabad: nástropní malby v plavecké hale.
  - Muzikálové divadlo Ronacher: obrazy na stěnách divadla.
  - Hofburg: Nástropní obrazy v sále Marie-Terezie (jako vítěz předchozí soutěže).
  - Bürgertheater: obrazy na stěnách divadla. (Divadlo bylo zbořeno roku 1960).
  - Kärntner Straße 16: (bývalý hotel Meissl & Schadn) mozaika na fasádě.
- Bukurešť[2]
  - Výzdoba nového velkého kostela Donna Balascha.
  - Strop pro palác krále Carola.
- Berlin
  - Státní opera Unter den Linden: nástropní obraz „Einzug der heiteren Musen durch das Brandenburger Tor“.
- Praha
  - Nově německé divadlo: nástropní obrazy a opona (nedochovaná).
  - Budova Spořitelny z roku 1896 (nyní Akademie věd ČR): rozměrná nástěnná malba zobrazující kulisu chrámu a Alegorii štědrosti, která svými dary podporuje rozvoj stavitelství, umění, obchodu a průmyslu.[3]
- Ústí nad Labem
  - Městské divadlo: Nástropní obrazy se symbolickými postavami „Podnikání (Unternehmen)“, „Píle (Fleiß)“, „Odchod (Handel)“, „Doprava (Verkehr)“ a „Průmysl (Industrie)“ (1908/09).
- Ostrava
  - Městské divadlo: Nástropní obrazy (1905/06).
- Četná další díla v ostatních palácích:
  - Krajinářské akvarely.
  - Několik nástěnných obrazů pro zámek Manesti v Rumunsku.[2]
  - Portréty z vídeňské společnosti, jako třeba Lotte Medelsky, Georg Reimers a další.

## Vyznamenání
- cena vídeňské Akademie výtvarných umění (Reichel-Preis)
- medaile arcivévody Carla Ludwiga
- cena císaře Františka Josefa I. (Kaiserpreis)

## Výstavy
- Antwerpy (zlatá medaile)
- Berlín (zlatá medaile)
- Vídeň (zlatá medaile)
- Paříž (zlatá - a bronzová medaile)